# 大伴今人
大伴 今人（おおとも の いまひと）は、平安時代初期の貴族。官位は従五位上・出羽守・征夷副将軍。

## 経歴
備□守赴任時、部下の同国掾・河原広法と共に大規模な治水・灌漑を行い巨大な用水路を完成させた。初め百姓たちはこれを非難したが、後に大きく利益を蒙ったことからこの大水路を伴渠（大伴さんの水路）と呼び、「魏の西門豹が生き返ったとしても出来ないことだ。」と彼を称賛したという。
また蝦夷征討にも従事し、弘仁2年（811年）3月に出羽守として、計略を立てて勇敢な俘囚300余人を率い雪の中を進軍し、奇襲により爾薩体の蝦夷60余人を討ち獲る。今人の戦功はすぐに広まり名は長く伝わったという。翌月に征夷副将軍に任じられ、征夷将軍・文室綿麻呂の下で引き続き蝦夷征討に従事した。同年12月には征討の功績により従五位下から従五位上に昇叙されている。

## 官歴
『日本後紀』による。
- 時期不詳：従五位下
- 弘仁2年（811年） 3月20日：見出羽守。4月17日：征夷副将軍。12月13日：従五位上